# 방멱

그림 1. 방멱의 도해

기하학에서 방멱(方冪, 영어: power)은 평면 위의 어떤 점과 원에 의하여 결정되는 수이다. 이는 점과 원의 중심 사이의 거리의 제곱과 원의 반지름의 제곱의 차와 같다. 원 외부의 점의 방멱은 이 점을 지나는 원의 접선의 길이의 제곱이며, 원 내부의 점의 방멱은 이 점을 지나는 원의 가장 짧은 반현의 길이의 제곱의 −1배이다.:29, §41

## 정의
평면 위에서, 중심이 {\displaystyle O}이고 반지름이 {\displaystyle r}인 원 {\displaystyle \Gamma }의 점 {\displaystyle P}에 대한 방멱은 다음과 같이 정의된다.
{\displaystyle OP^{2}-r^{2}}

### 점원에 대한 방멱
한 점 {\displaystyle O}로 이루어진 집합은 중심이 {\displaystyle O}이고 반지름이 0인 원으로 볼 수 있으며, 이를 점원이라고 한다. 이 경우 점원 {\displaystyle O}에 대한 {\displaystyle P}의 방멱은 단순히
{\displaystyle OP^{2}}
이다.:30, §43

### 직선에 대한 방멱
직선 {\displaystyle l}은 반지름이 무한대인 원으로 볼 수 있다. 이 경우 직선 {\displaystyle l}에 대한 {\displaystyle P}의 방멱은 정의되지 않는다. 그러나 방멱과 지름의 비의 절댓값은 다음과 같은 과정을 통해 직선에까지 확장할 수 있다. 우선 {\displaystyle P}를 지나는 {\displaystyle l}의 수선의 발이 {\displaystyle A}라고 하고, 직선 {\displaystyle PA} 위의 점 {\displaystyle O}를 중심으로 하고 {\displaystyle A}를 지나는 원 {\displaystyle \Gamma }가 직선 {\displaystyle PA}와 두 점 {\displaystyle A,B}에서 만난다고 하자. 그렇다면, {\displaystyle \Gamma }에 대한 {\displaystyle P}의 방멱과 {\displaystyle \Gamma }의 지름의 비의 절댓값은
{\displaystyle \left|{\frac {OP^{2}-r^{2}}{2r}}\right|={\frac {|OP+r||OP-r|}{2r}}={\frac {PA\cdot PB}{AB}}}
이다. {\displaystyle A}가 고정되고 {\displaystyle O}와 {\displaystyle B}가 {\displaystyle A}에서 무한히 멀어질 때, {\displaystyle PB}와 {\displaystyle AB}의 비는 1로 수렴하므로, 방멱과 지름의 비의 극한은 {\displaystyle PA}로 수렴한다. 따라서, 직선 {\displaystyle l}과 점 {\displaystyle P} 사이의 거리
{\displaystyle d(P,l)}
을 '방멱과 지름의 비의 절댓값'으로 삼을 수 있다.:30, §43

## 성질
평면 위에서 원 {\displaystyle \Gamma }와 점 {\displaystyle P}가 주어졌다고 하자. 그렇다면,
- {\displaystyle P}가 {\displaystyle \Gamma } 내부의 점일 필요충분조건은 {\displaystyle \Gamma }에 대한 {\displaystyle P}의 방멱이 양수인 것이다.
- {\displaystyle P}가 {\displaystyle \Gamma } 위의 점일 필요충분조건은 {\displaystyle \Gamma }에 대한 {\displaystyle P}의 방멱이 0인 것이다.
- {\displaystyle P}가 {\displaystyle \Gamma } 외부의 점일 필요충분조건은 {\displaystyle \Gamma }에 대한 {\displaystyle P}의 방멱이 음수인 것이다.

평면 위에서 중심이 {\displaystyle O}이고 반지름이 {\displaystyle r}인 원 {\displaystyle \Gamma }가 주어졌다고 하자. 그렇다면, {\displaystyle \Gamma }에 대한 방멱이 {\displaystyle k}인 점들의 집합은 {\displaystyle k>-r^{2}}일 경우 중심이 {\displaystyle O}이고 반지름이 {\displaystyle {\sqrt {r^{2}+k}}}인 원이며, {\displaystyle k=-r^{2}}일 경우 점원 {\displaystyle O}이며, {\displaystyle k<-r^{2}}일 경우 공집합이다.:30, §44
평면 위에서 동심원이 아닌 두 원 {\displaystyle \Gamma ,\Gamma '}에 대한 방멱이 같은 점들의 집합은 직선을 이룬다. 이를 두 원 {\displaystyle \Gamma ,\Gamma '}의 근축이라고 부른다.

### 방멱 정리
평면 위에서 점 {\displaystyle P}를 지나는 직선이 원 {\displaystyle \Gamma }와 (같을 수 있는) 두 점 {\displaystyle A,B}에서 만나며, {\displaystyle P}를 지나는 또 다른 직선이 {\displaystyle \Gamma }와 (같을 수 있는) 두 점 {\displaystyle C,D}에서 만난다고 하자. 방멱 정리(方冪定理, 영어: power theorem)에 따르면, 다음이 성립한다.:28, §2.1, Theorem 2.11
{\displaystyle {\overrightarrow {PA}}\cdot {\overrightarrow {PB}}={\overrightarrow {PC}}\cdot {\overrightarrow {PD}}}
여기서 {\displaystyle \cdot }은 벡터의 스칼라곱이다. 특히, 한 직선이 {\displaystyle O}를 지나도록 하면 이 스칼라곱은 방멱임을 알 수 있다. 이에 따라, {\displaystyle {\overrightarrow {PA}}\cdot {\overrightarrow {PB}}}는 직선 {\displaystyle PAB}의 선택과 무관하다. 방멱 정리는 흔히 원 {\displaystyle C}에 대한 점 {\displaystyle P}의 상대적인 위치와 직선의 두 교점이 같은지 여부에 따라 다음과 같은 경우로 나뉘어 서술된다.

#### 두 현에 대한 방멱 정리
원 {\displaystyle \Gamma }의 두 현 {\displaystyle AB}와 {\displaystyle CD}가 {\displaystyle \Gamma } 내부의 점 {\displaystyle P}에서 만난다고 하자. 그렇다면,
{\displaystyle PA\cdot PB=PC\cdot PD}
이다. 특히, 이는 {\displaystyle \Gamma }에 대한 {\displaystyle P}의 방멱의 −1배와 같다.
증명::28, §2.1
각 {\displaystyle \angle BAD}와 {\displaystyle \angle DCB}는 모두 호 {\displaystyle BD}에 대한 원주각이므로,
{\displaystyle \angle BAD=\angle DCB}
이다. 각 {\displaystyle \angle APD}와 {\displaystyle \angle BPC}는 맞꼭지각이므로,
{\displaystyle \angle APD=\angle BPC}
이다. 따라서, 삼각형 {\displaystyle \triangle PDA}와 {\displaystyle \triangle PBC}는 서로 닮음이며, 따라서
{\displaystyle {\frac {PA}{PC}}={\frac {PD}{PB}}}
이다.

#### 두 할선에 대한 방멱 정리
원 {\displaystyle \Gamma }의 두 현 {\displaystyle AB}와 {\displaystyle CD}의 연장선이 {\displaystyle \Gamma } 외부의 점 {\displaystyle P}에서 만난다고 하자. 그렇다면,
{\displaystyle PA\cdot PB=PC\cdot PD}
이다. 특히, 이는 {\displaystyle \Gamma }에 대한 {\displaystyle P}의 방멱과 같다.
증명::28, §2.1
편의상 {\displaystyle PA<PB}이고 {\displaystyle PC<PD}라고 하자. 그렇다면 각 {\displaystyle \angle ABC}와 {\displaystyle ADC}는 호 {\displaystyle AC}에 대한 원주각이므로,
{\displaystyle \angle {ABC}=\angle {ADC}}
이다. 또한 삼각형 {\displaystyle \triangle PBC}와 {\displaystyle \triangle PDA}는 각 {\displaystyle \angle P}를 공유하므로, 서로 닮음이다. 따라서
{\displaystyle {\frac {PA}{PC}}={\frac {PD}{PB}}}
이다.

#### 할선과 접선에 대한 방멱 정리
원 {\displaystyle \Gamma }의 현 {\displaystyle AB}의 연장선과 {\displaystyle \Gamma } 위의 점 {\displaystyle T}에서의 접선 {\displaystyle PT}가 {\displaystyle \Gamma } 외부의 점 {\displaystyle P}에서 만난다고 하자. 그렇다면,
{\displaystyle PA\cdot PB=PT^{2}}
이다. 특히, 이는 {\displaystyle \Gamma }에 대한 {\displaystyle P}의 방멱과 같다.
증명::28, §2.1
편의상 {\displaystyle PA<PB}라고 하자. 그렇다면 각 {\displaystyle \angle PBT}와 {\displaystyle \angle PTA}는 각각 호 {\displaystyle AT}에 대한 원주각과 접현각이므로,
{\displaystyle \angle PBT=\angle PTA}
이다. 또한 삼각형 {\displaystyle PBT}와 {\displaystyle PTA}는 각 {\displaystyle \angle P}를 공유하므로, 서로 닮음이다. 따라서
{\displaystyle {\frac {PA}{PT}}={\frac {PT}{PB}}}
이다.

### 방멱 정리의 역
반대로, 만약 직선 {\displaystyle AB}와 {\displaystyle CD}가 점 {\displaystyle P}에서 만나고,
{\displaystyle {\overrightarrow {PA}}\cdot {\overrightarrow {PB}}={\overrightarrow {PC}}\cdot {\overrightarrow {PD}}}
를 만족시킨다면, {\displaystyle A,B,C,D}는 공원점이다.:30, §42
증명::30, §42
편의상 {\displaystyle C}가 직선 {\displaystyle AB} 위의 점이 아니라고 하자. 점 {\displaystyle A,B,C}를 지나는 원 {\displaystyle \Gamma }가 직선 {\displaystyle CD}와 점 {\displaystyle D'}에서 만난다고 하자. 그렇다면, 방멱 정리에 의하여
{\displaystyle {\overrightarrow {PA}}\cdot {\overrightarrow {PB}}={\overrightarrow {PC}}\cdot {\overrightarrow {PD'}}}
이므로, {\displaystyle D=D'}이다.

### 원의 직교와의 관계
중심이 {\displaystyle O,O'}이고 반지름이 {\displaystyle r,r'}인 두 원 {\displaystyle \Gamma ,\Gamma '}에 대하여, 다음 세 조건이 서로 동치이다.
- {\displaystyle \Gamma }와 {\displaystyle \Gamma '}은 서로 직교한다. (즉, 교점에서의 접선이 서로 수직이다.)
- {\displaystyle \Gamma }에 대한 {\displaystyle O'}의 방멱은 {\displaystyle {r'}^{2}}이다.
- {\displaystyle \Gamma '}에 대한 {\displaystyle O}의 방멱은 {\displaystyle r^{2}}이다.

## 역사
'방멱'이라는 개념은 스위스의 수학자 야코프 슈타이너가 처음 사용하였다.:30, §2.1

## 같이 보기
- 원
- 현
- 할선
- 접선